# Düppler Mühle

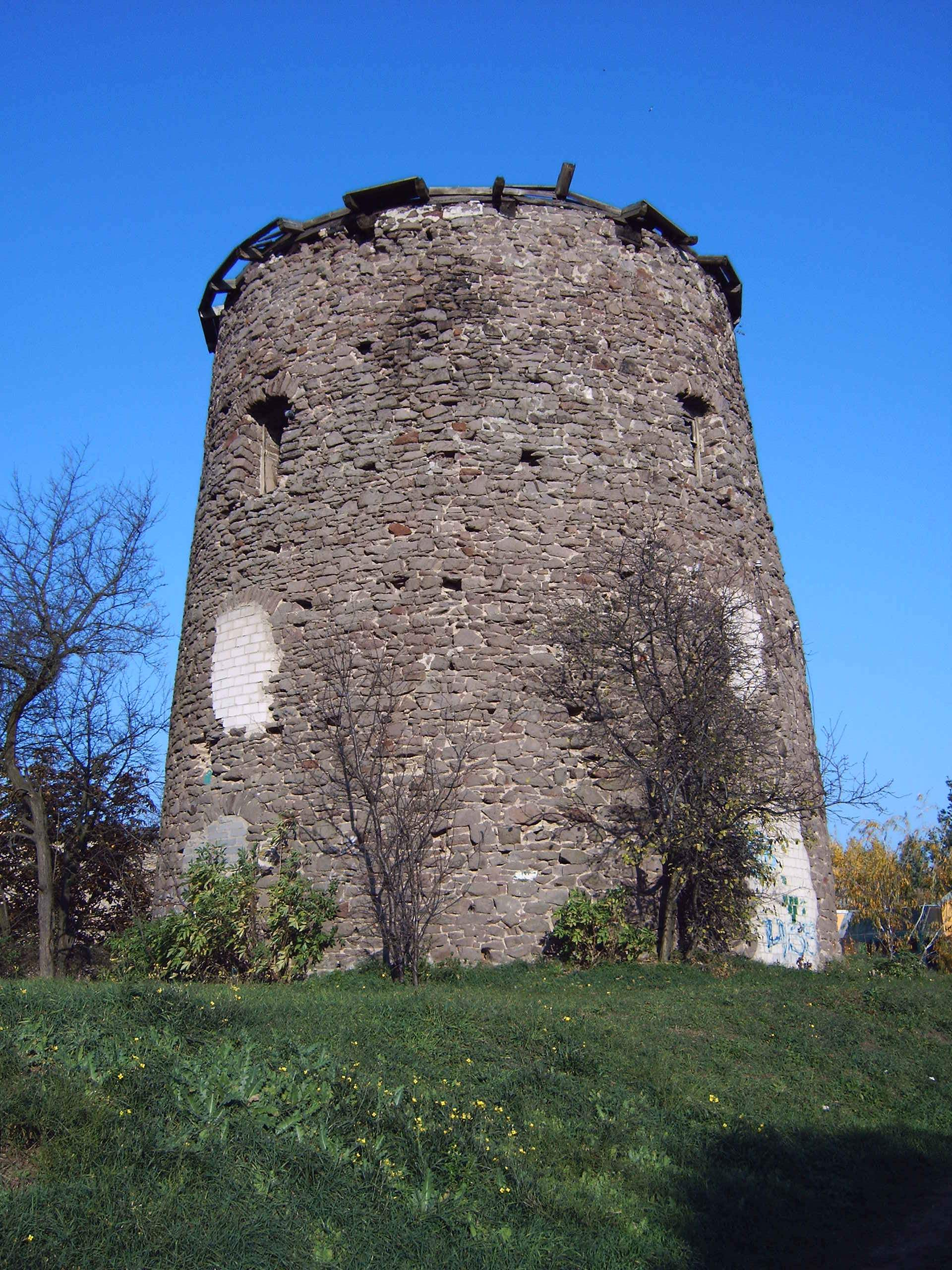
Düppler Mühle

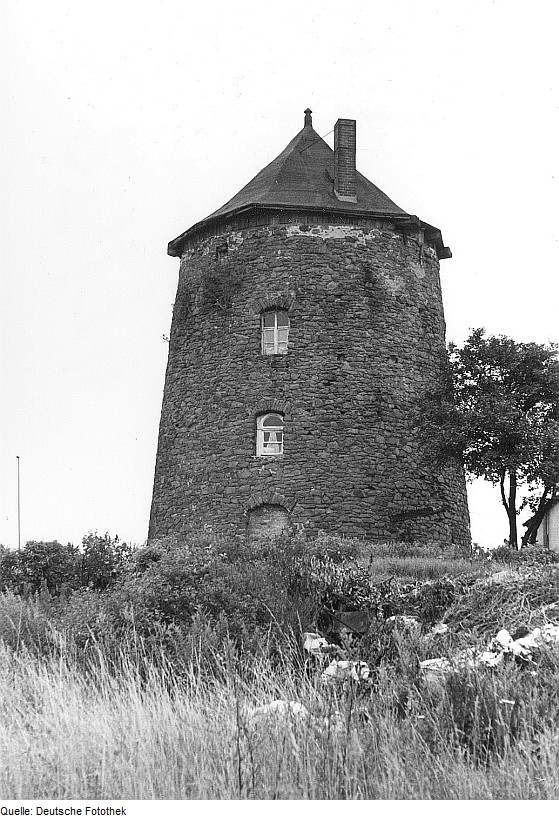
Mühle im Jahr 1973

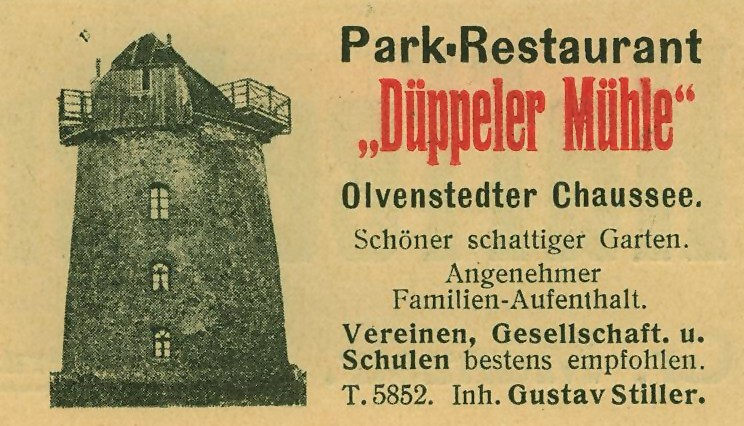
Anzeige der Gaststätte Düppeler Mühle im Magdeburger Adressbuch von 1916

Die Düppler Mühle ist eine ehemalige Holländerwindmühle im Magdeburger Stadtteil Neu Olvenstedt.
Erbaut wurde die Windmühle auf einem kleinen Hügel südöstlich vor Olvenstedt im Jahr 1845 durch den Müllermeister Heinrich Lange, der noch über eine weitere Mühle in Olvenstedt verfügte. Die später als Düppler Mühle bezeichnete Mühle verfügte über drei Gänge für Mehl, Graupen und Öl. Der Name Düppler Mühle sollte an die Erstürmung der Düppeler Schanzen nördlich von Flensburg durch Preußen im Deutsch-Dänischen Krieg am 18. April 1864 erinnern, an der auch Magdeburger Pioniere beteiligt waren.
Die Mühle blieb bis 1899 in Betrieb. 1901 wurden die Windmühlenflügel entfernt. Es folgte eine Nutzung des aus Bruchsteinmauerwerk errichteten Mühlengebäudes als Gaststätte mit angrenzendem Pavillon. Um 1920 wurden in der Mühle Wohnungen eingerichtet. In den 1970er Jahren brannte das Gebäude aus. Noch in der Zeit der DDR wurde ein erneuter Ausbau des denkmalgeschützten Gebäudes geplant, aber nicht umgesetzt. Durch die Errichtung des Neubauviertels Neu Olvenstedt wurde die Mühle vom alten Dorf Olvenstedt abgeschnitten und dem neuen Stadtteil zugeordnet.
Derzeit steht das Gebäude auch weiterhin leer. Im Jahr 2011 gründete sich der Verein zum Erhalt der Düppler Mühle Magdeburg e. V., ein Förderverein, der sich dem Erhalt des Baudenkmals widmet.
Auf die Existenz der Mühle verweist auch die Benennung der angrenzenden Straße als Düppler Mühlenstraße.